# Gradnice
Gradnice (nemško Gradnitz) je naselje v Občini Žrelec v Okraju Celovec-dežela na Koroškem v Avstriji.